# Reencarnación (álbum de Santa)
Reencarnación es el primer álbum del grupo madrileño Santa, publicado en 1984 por el sello discográfico Chapa Discos.
Es un álbum de Heavy metal, donde la principal novedad es la inclusión de una cantante femenina Azuzena Dorado, recurso poco usado en este género por aquellas fechas. 
El álbum fue todo un éxito de ventas llegando a las 17.000 copias. 
En el año 2002 fue reeditado en formato CD por Zafiro/BMG.

## Canciones
1. Reencarnación (04:48)
2. Fuera en la Calle (04:14)
3. Héroe de Papel (04:06)
4. Santa (01:53)
5. Cuestión de honor (04:07)
6. Al lado del Diablo (03:48)
7. Mis noches tienen R'n'R (03:21)
8. Desertor (05:00)
9. Sobrevivir (06:54)

## Formación
- Jero Ramiro - Guitarra
- Azuzena Dorado - Voz
- Bernardo Ballester - Batería
- Julio Díaz - Bajo
- Javier Losada - Teclados